# Mount Nelson, Antarktis
Mount Nelson är ett berg i Antarktis. Det ligger i Västantarktis. Nya Zeeland gör anspråk på området. Toppen på Mount Nelson är 1 930 meter över havet.
Terrängen runt Mount Nelson är varierad. Trakten är obefolkad. Det finns inga samhällen i närheten.